# Andrej Majnik
Andrej Majnik, slovenski kulturni delavec, član organizacije TIGR, * 10. november 1893, Volče, † 15. november 1975, Volče.

## Življenje in delo
Rodil se je v kmečki družini. Bil je nadarjen za glasbo. S 15. letom je igral orgle v cerkvi in vodil pevski zbor Bralnega pevskega društva v Volčah. Leta 1916 je bil vpoklican v avstrijsko vojsko. Na ruskem bojišču je bil ujet. V ujetništvu se je pridružil redeči armadi. Leta 1918 se je vrnil v porušene Volče. Domačini so delovanje prosvetnega društva  obnovili še preden so začeli obnavljati porušeno vas. Majnik je takoj začel voditi cerkveni in prosvetni pevski zbor, režiral dramska dela, ki so jih igrali v na hitro postavljeni baraki, kmalu pa je začel voditi tudi številen tamburaški zbor in dijaški orkester učiteljišča v Tolminu. V pevskem zboru so sodelovale vse tri sestre, v tamburaškem pa brat Anton in sestra Marija. Z zboroma in dramsko igralsko skupino je nastopal tudi v drugih krajih, največ pri Sveti Luciji (sedaj Most na Soči). Leta 1927 so fašistične oblasti prepovedale delovanje slovenskih prosvetnih društev. V Volčah so fašisti zaplenili klavir in nekaj drugih glasbil ter knjig, ki jih vaščani niso pravočasno skrili. Majnik je še dalje tajno vodil pevska zbora in tamburaški orkester ter z njimi nastopal in širil upor v odročnih krajih Soške doline in Benečije. Sodeloval je v antifašistični tajni organizaciji TIGR, ter bil v veliko pomoč bratu Antonu, članu izvršnega odbora TIGR-a. V začetku narodnoosvobodilne borbe se je povezal z Osvobodilno fronto, bil prvi predsednik vaškega odbora OF, se sestajal z aktivisti in jim izročal literaturo OF. Po kapitulaciji Italije so našli ukraden klavir, ga pripeljali v Volče, kjer je z vso zavzetostjo takoj prevzel vodstvo 40-članskega mladinskega pevskega in tamburaškega zbora ter režiral igre. Na njegovo pobudo so v konjskem hlevu uredili dvorano za pevske in dramske prireditve. Umrl je star 82 let. 